# Каппелла-Кантоне
Каппелла-Кантоне (итал. Cappella Cantone) — коммуна в Италии, располагается в регионе Ломбардия, в провинции Кремона.
Население составляет 566 человек (2008 г.), плотность населения составляет 41 чел./км². Занимает площадь 13 км². Почтовый индекс — 26020. Телефонный код — 0374.

## Демография
Динамика населения:

## Администрация коммуны
- Официальный сайт: